# Фрідріхсгабеког
Фрідріхсгабеког (нім. Friedrichsgabekoog) — громада в Німеччині, розташована в землі Шлезвіг-Гольштейн. Входить до складу району Дітмаршен. Складова частина об'єднання громад Бюзум-Вессельбурен.
Площа — 8,62 км2. Населення становить 52 ос. (станом на 31 грудня 2020).

## Галерея

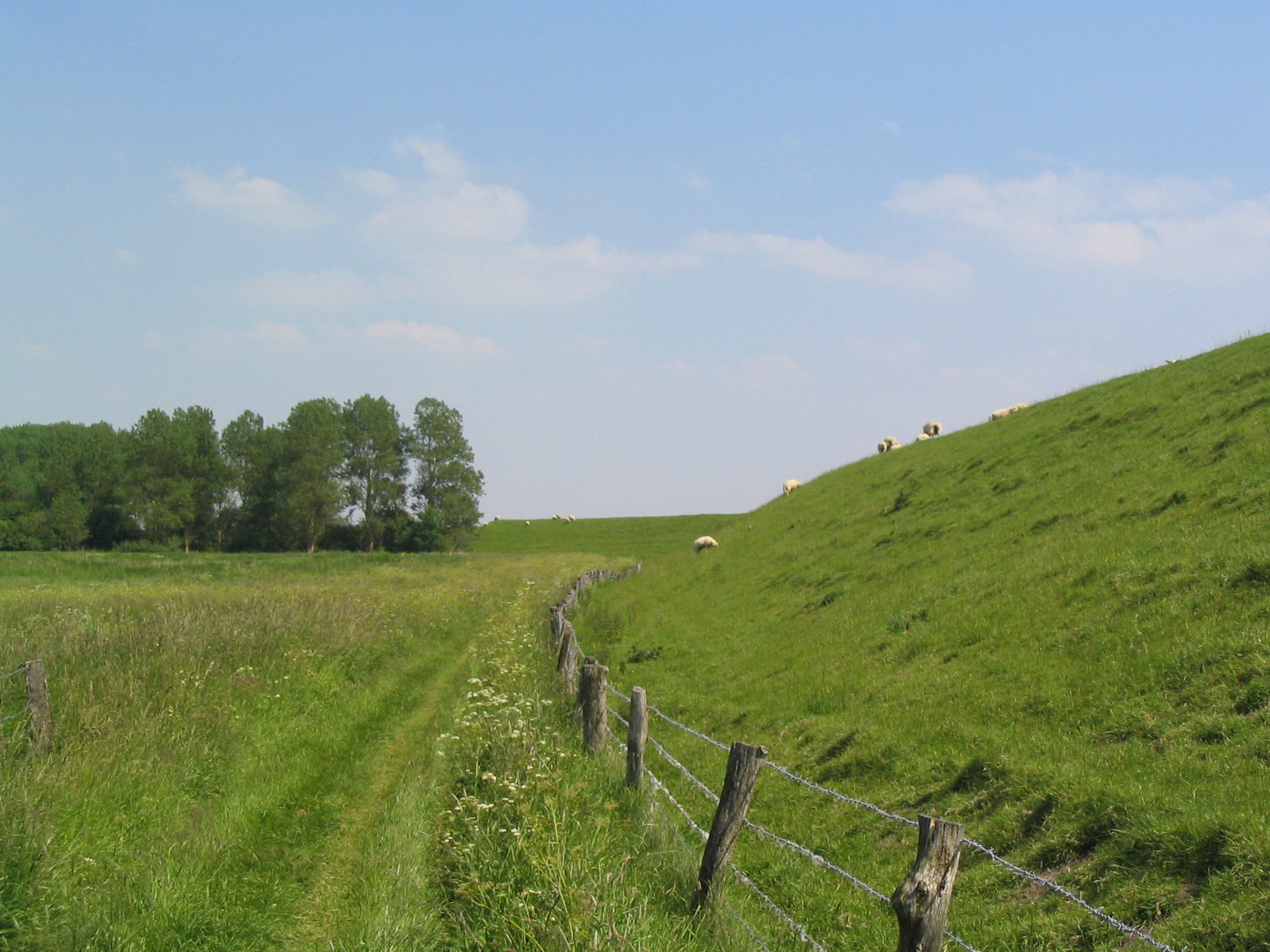